# Nicotianamina
La nicotianamina, abreviada como NA, es un compuesto orgánico ubicuo en las plantas superiores cuya función bioquímica básica es la de agente quelante de metales. 

Tiene múltiples funciones biológicas aún no totalmente clarificadas, numerosos estudios han concluido que esta molécula tiene un papel esencial en la absorción y el transporte de metales como el hierro, el zinc, el cobre o el manganeso en las plantas.
Su biosíntesis la lleva a cabo la enzima nicotianamina sintasa (NAS) mediante el uso de tres moléculas de S-Adenosil-L-metionina (SAM).
Su fórmula molecular es C12H21N3O6 y su nombre químico completo es ácido N-(N-(3-amino-3-carboxipropil)-3-amino-3-carboxipropil)azetidin-2-carboxílico.

## Estructura
La nicotianamina es un L-alfa-aminoácido; es decir, una molécula con un carbono (carbono α) al que están unidos un grupo carboxilo, un grupo amino, un hidrógeno y un grupo variable R. Sin embargo, no es una molécula estructural constitutiva de proteínas, sino que lleva a cabo otras funciones.

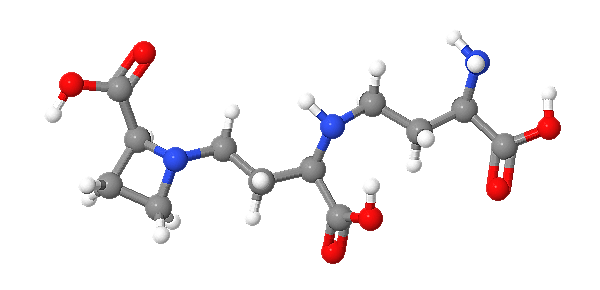
Estructura 3D de la nicotianamina

## Localización
La nicotianamina fue hallada por primera vez en la planta del tabaco 
(Nicotiana tabacum) a principios de los años setenta. No obstante, con el tiempo, los científicos han podido encontrarla en todas las plantas superiores investigadas hasta la fecha, por lo que se deduce que es una sustancia ubicua en el reino vegetal.
A pesar de ello, algunas de sus funciones conocidas solo han podido encontrarse y ser demostradas en el caso concreto de la familia de las plantas gramíneas.
A nivel molecular, y a diferencia de otras moléculas con función y estructura parecidas, como los fitosideróforos de la familia de los ácidos mugineicos, la nicotianamina no se secreta.

## Biosíntesis y papel metabólico
Durante el proceso evolutivo, las plantas superiores han desarrollado dos estrategias principales para la adquisición de metales como el hierro. Las plantas no gramíneas han desarrollado la "Estrategia 1", que consiste en la acción de enzimas reductasas que reducen el Fe(III) del suelo a Fe(II), que es absorbido mediante transportadores de hierro ferroso como el IRT1 (Iron-Regulated Transporter 1). Por otro lado, las plantas gramíneas como el arroz, la cebada y el maíz siguen la "Estrategia 2", que consiste en la secreción de agentes quelantes de Fe(III), concretamente los fotosideróforos de la familia de los ácidos mugineicos, a nivel de las raíces. La nicotianamina está involucrada y es esencial en ambas estrategias.

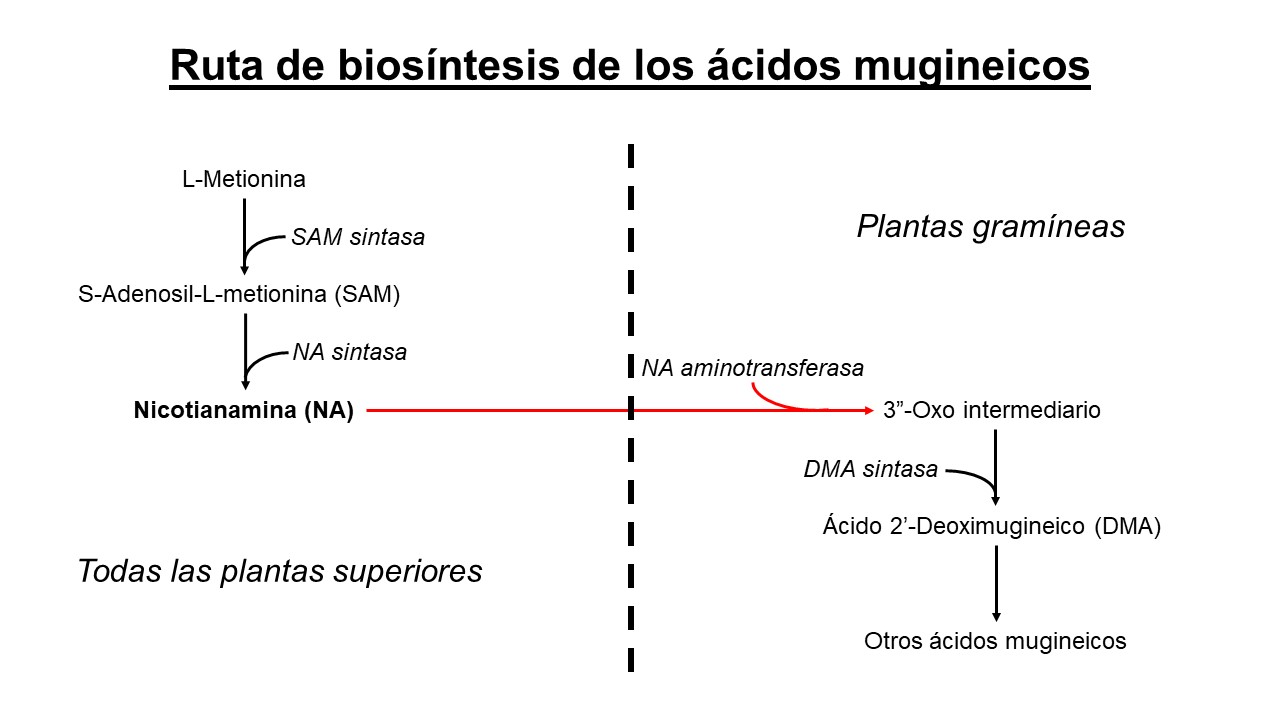
Ruta de biosíntesis de los ácidos mugineicos a partir de la L-Metionina. En rojo, paso crítico específico de las plantas gramíneas.

Además, la nicotianamina tiene una función específica extra en las plantas que siguen la "Estrategia 2", las gramíneas, pues está involucrada como intermediario esencial en la vía metabólica de biosíntesis de los fitosideróforos de la familia de los ácidos mugineicos.
Así pues, en todas las plantas superiores la nicotianamina es un derivado del aminoácido proteico esencial L-Metionina y se sintetiza mediante la acción de la Nicotianamina sintasa, que trimeriza tres moléculas de S-Adenosil-L-Metionina. Los genes que codifican la enzima Nicotianamina sintasa (OsNAS1, OsNAS2 y OsNAS3) fueron aislados por primera vez en la cebada y han sido clonados de plantas como la cebada, el arroz o el maíz.
Además, las plantas gramíneas disponen de la enzima crítica esencial para sintetizar los ácidos mugineicos a partir de nicotianamina, la Nicotianamina aminotransferasa (NAAT).

## Función
Cuando se descubrió la nicotianamina ya se dedujo que su función bioquímica era la de agente quelante de metales, pero también tiene múltiples funciones biológicas útiles para las plantas superiores. Algunas de sus 
funciones biológicas están ampliamente estudiadas, como su importancia en la solubilización, la absorción y el transporte de metales como el hierro, el zinc, el cobre o el manganeso. Por otro lado, otras funciones más concretas siguen siendo inciertas y los conocimientos que se tiene sobre ellas son vagos.

### Solubilización de metales
La nicotianamina tiene un papel esencial a nivel de las raíces en la solubilización y la absorción de los micronutrientes metálicos citados.
Esto es así pues en condiciones fisiológicas estos serían prácticamente insolubles y, por lo tanto, no podrían ser absorbidos por las plantas, especialmente en suelos de pH básico como los calcáreos.
Sin embargo, la nicotianamina puede captarlos gracias a su función de agente quelante de metales, mediante un proceso de formación de complejos con estos iones metálicos.

### Transporte de metales
Tras absorber los metales, la nicotianamina también interviene en su consiguiente distribución y transporte interno hacia las distintas partes de las plantas a través del floema. Su importancia recae en el hecho de que impide la precipitación de los iones en la savia elaborada alcalina, puesto que la nicotianamina y el ion metálico forman un complejo soluble que posee un transportador específico para su movilización.
De esta manera, junto a otras moléculas como el citrato de hierro, la nicotianamina es responsable de su suministro hacia las zonas conocidas como órganos sumidero, es decir, deficitarios y dependientes del aporte de nutrientes, y hacia los tejidos en crecimiento: las hojas jóvenes, en concreto a sus venas y zonas intervenales, las flores y las semillas.
Numerosas pruebas experimentales han concluido que aquellas plantas incapaces de producir suficiente nicotianamina padecen fenotipos anormales a causa de los desajustes en su transporte del hierro: exhiben bajas concentraciones de hierro en sus hojas jóvenes, que se tornan amarillentas y padecen de clorosis intervenal, pues el hierro interviene en la síntesis de clorofila. Además, estas plantas con déficit de nicotianamina tienen una gran probabilidad de ser estériles, debido a que estos iones metálicos cobran una gran importancia en el desarrollo de la estructura de las flores y los órganos reproductivos. Todo esto ocurre porque aunque la planta absorba el hierro de forma efectiva gracias a otras vías, por ejemplo a través de los ácidos mugineicos, la ausencia de nicotianamina impide el correcto transporte del micronutriente desde los tejidos fuente hacia las estructuras deficitarias de la planta. En estos casos, el citrato de hierro tendría un papel fundamental para compensar parte de la ausencia de nicotianamina, pero sin poder contrarrestarla totalmente.

### Transferencia de metales a las células
La nicotianamina no solo está involucrada en el transporte de metales a larga distancia alrededor de las distintas partes de las plantas, sino que también regula la transferencia y la cesión de estos iones metálicos hacia y entre las células, manteniendo su correcta concentración en el medio interno celular. Este mecanismo es permitido por un transportador intracelular que moviliza el complejo de la nicotianamina con el ion metálico.
La importancia de micronutrientes como el hierro, el zinc, el cobre o manganeso radica en que son cofactores de algunas proteínas, por ejemplo, de algunas que son indispensables para el crecimiento general de las plantas y para el desarrollo de sus órganos reproductivos. Así pues, la correcta acción de la nicotianamina permite la síntesis y el adecuado funcionamiento de estas metaloproteínas e, indirectamente, permite la fertilidad de las plantas.
Se ha demostrado que la escasez o la ausencia en la célula de nicotianamina u otros transportadores metálicos intracelulares, como el EDTA, provocan el malfuncionamiento de ciertas metaloproteínas, como los factores de transcripción. Esto ocurre porque, por ejemplo, muchas de ellas poseen los motivos y dominios estructurales conocidos como dedos de zinc, clústeres de zinc o dedos de zinc RING, para los cuales el ion zinc es imprescindible.

### Reservorio de metales
Además de su insolubilidad, el problema que los micronutrientes metálicos plantean a las plantas es su alta toxicidad. Por ello, las células de las plantas requieren que su concentración esté enormemente regulada, pues un desbarajuste podría ser letal. Así, otra de las funciones de la nicotianamina es la de ser un reservorio (en términos coloquiales, un almacén o vertedero) de estos iones, para proteger a las células del estrés oxidativo y su toxicidad.

## Aplicaciones

### Medicina
La nicotianamina es un inhibidor de la enzima convertidora de angiotensina 1 (ECA) en los mamíferos. Esta enzima posee una gran importancia en la función de regulación de la presión sanguínea, así como en la cantidad de electrolitos en sangre. Así pues, una dieta enriquecida con nicotianamina podría ser una medida para prevenir o tratar la hipertensión, pues se ha demostrado su eficacia como antihipertensivo. Además, hay evidencias que parecen indicar su posible utilidad para reducir la incidencia de enfermedades como el Alzheimer.

### Agricultura
Siendo el hierro un nutriente esencial tanto para las plantas como para el ser humano (y tratándose, además, de una de las más comunes deficiencias nutricionales), se plantea el uso de la nicotianamina para poner fin a este problema agroalimentario mediante la modificación genética de plantas. Cultivar plantas enriquecidas en agentes quelantes como la nicotianamina permitiría que estas fueran más tolerantes a ambientes deficientes en hierro, zinc, cobre o manganeso y que pudieran absorber mayores cantidades de estos micronutrientes. De esta manera, se podría mejorar la alimentación humana y disminuir o incluso erradicar los problemas de inanición que afectan a millones de personas.